# Rutherglen and Hamilton West (circonscription du Parlement britannique)
Circonscription parlementaire de la Chambre des communes
Rutherglen and Hamilton West est une circonscription électorale britannique située en Écosse.

## Liste des députés
| Élection | Élection | MP               | Parti                             |
| -------- | -------- | ---------------- | --------------------------------- |
|          | 2005     | Tommy McAvoy     | Parti travailliste                |
|          | 2010     | Tom Greatrex     | Parti travailliste                |
|          | 2015     | Margaret Ferrier | SNP                               |
|          | 2017     | Ged Killen       | Parti travailliste                |
|          | 2019     | Margaret Ferrier | SNP puis Indépendante depuis 2020 |
|          | 2023     | Michael Shanks   | Parti travailliste                |